# ボニファティウス2世 (ローマ教皇)
ボニファティウス2世（Bonifatius II, ? - 532年10月17日）は、ローマ教皇（在位：530年9月17日 - 532年10月17日）。
東ゴート王国出身で、東ゴート王アタラリックに影響力を持っていた。アリウス派の強力な支持者であった前任のフェリクス4世に選出された。ボニファティウス2世の在任期間中には、対立教皇としてローマの司祭に支持されたディオスクルスがいた。ボニファティウス2世とディオスクルスは、ともに530年9月22日にローマで任命されたが、ディオスクルスはわずか22日後に死亡した。